# Magra (distrito)
Magra é um distrito localizado na província de M'Sila, Argélia, e cuja capital é a cidade de mesmo nome. O distrito está dividido em cinco comunas.[carece de fontes?]